# Споменик јунацима Парохије сирчанске
Споменик јунацима Парохије сирчанске представља звонару-споменик изгинулим, помрлим и несталим јунацима Парохије сирчанске од 1912. до 1920. године. Налази се у порти цркве Светог пророка Илије у Сирчи.
Споменик је изграђен након Првог светског рата, а свечано је отворена на Петровдан, 12. јула 1926. године. Свечаност отварања увеличала је чета војника којом је командовао пуковник Михајловић, па је плотунима одата почаст изгинулим ратницима. У ту сврху штампана је и разгледница. Градња споменика коштала је 153.299 динара. Једно звоно даровао је Радослав Павловић, трговац родом из Опланића, а друго Јелена Миливојевић, такође из Опланића. Споменик је пројектовао архитекта Министарства грађевине Светозар Јовановић, а пошто свој труд није наплатио, уписан је у добротворе. Грађен је од сирчанског камена у постољу, а за горње делове је коришћен вештачки камен. Улазна врата у звонару налазе се са источне стране, а са северне, јужне и западне стране уграђене су беле, мермерне плоче на којима су исклесана имена 197 палих ратника, евидентираних у Споменици коју је урадио сеоски учитељ Драгомир Милановић.
Осим имена војника из Парохије сирчанске, на спомен плочама су уписана и имена изгинулих војника који нису припадали овој парохији. Тако су на споменику уписана имена 71 војника из Сирче, 55  из Опланића, 24 из Поповића, 18 из Трговишта, 13 из Шумарица, 1 из Мусине Реке, 1 из Витановца, 1 из Витковца, 2 из Мланче, 2 из Милочаја, 1 из Рибнице, 2 из Милавчића, 3 из Адрана, 1 из Лађеваца и 2 из Краљева.

## Историја
Након балканских ратова и Првог светског рата, међу житељима сирчанске парохије родила се идеја да попишу имена свих изгинулих војника у периоду 1912—1920. године, како би иста била уписана на спомен-звонари која је требало да буде изграђена у црквеној порти. Сеоски учитељ Драгомир Милановић био је један од најзаслужнијих за то, с обзиром да је успео да за сваког војника прикупи податке о датуму и месту рођења, војној јединици и месту и времену погибије.
Идеја о изградњи споменика потекла је од Милана Игрутиновића из Опланића. Да би се ова идеја остварила, формиран је посебан Одбор чији је задатак био да се брине о подизању споменика. Председник Одбора био је Драгомир Милановић, учитељ сирчанске школе. Потпредседници Одбора били су Милован Балогојевић, свештеник, и Милан Игрутиновић, економ. Чланови Одбора били су: Миленко Бисенић, председник Општине сирчанске; Танасије Чубрић, економ; Виноје Антонијевић, члан општинског суда; Војислав Павловић, адвокатски писар; Љубица Балогојевић, учитељица; Сретен Марић, члан К. З. З; Љубиша Вукомановић, потпредседник Певачког друштва; Љубисав Селечанин, члан пододбора Јадранске страже; и Миладин Весковић, општински одборник.